# Blasco de Grañén

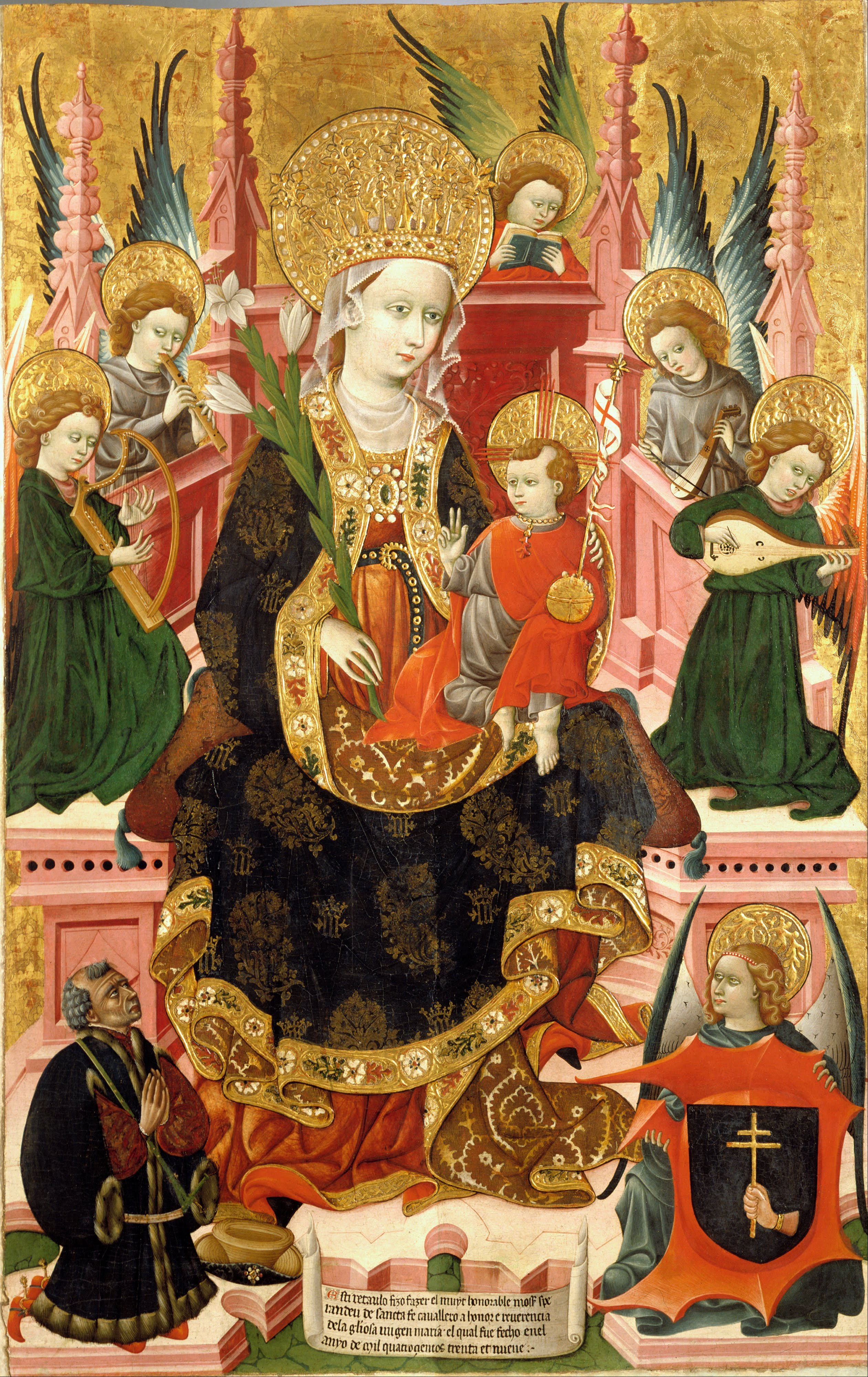
Virgen de Mosén Esperandeu de Santa Fe (1439), tabla procedente del retablo de la iglesia del convento de San Francisco de Tarazona, Zaragoza). Temple sobre tabla, 165 × 107 cm, Madrid, Museo Lázaro Galdiano. En la cartela inferior se lee: «Esti retaulo fizo fazer el muyt honorable Moss[én] Sperandeu de Sancta Fe cauallero a honor e reuerencia de la gl[or]iosa Virgen María, el qual fue fecho en el anyo de mil cuatroçientos trenta et nueve».

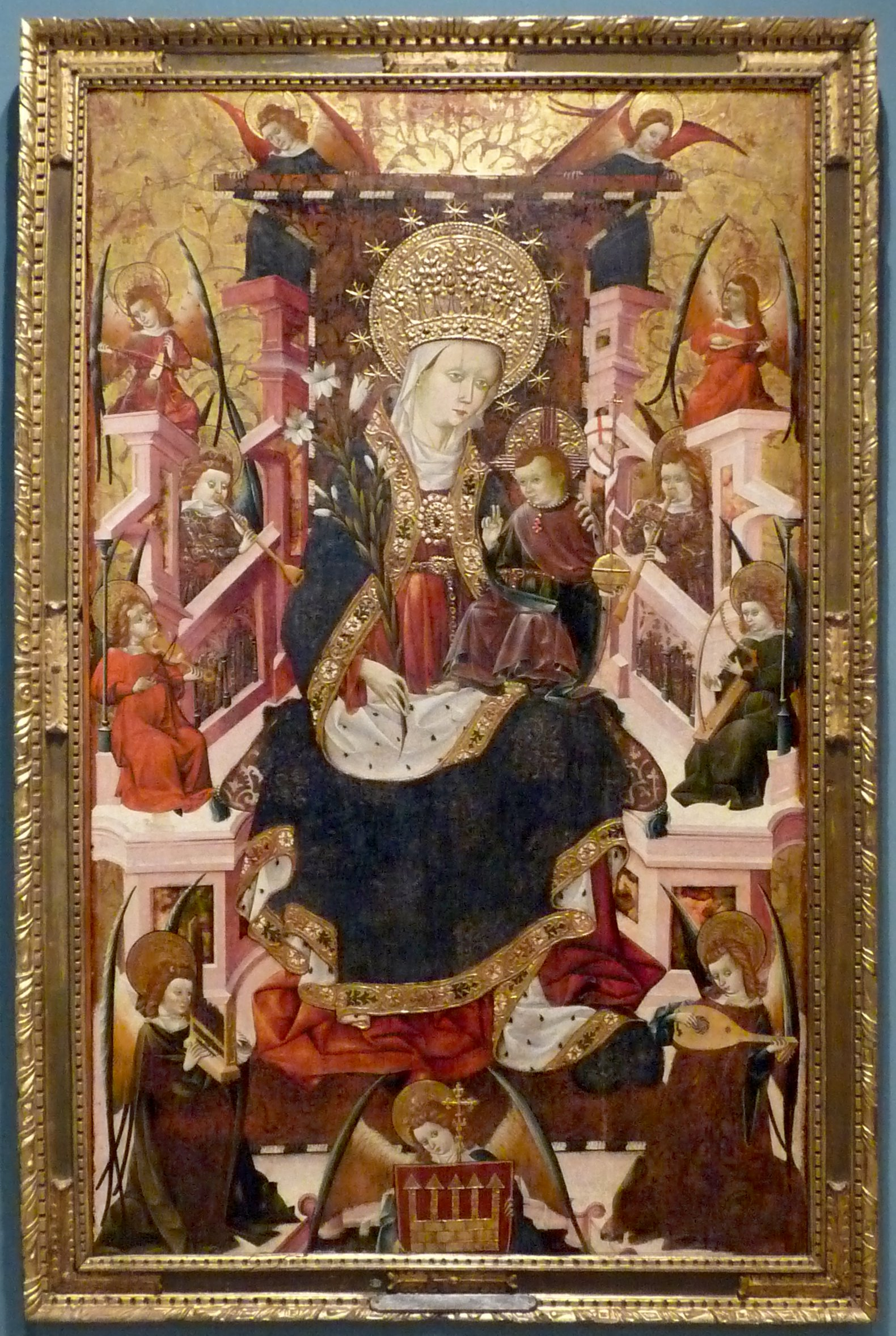
María, Reina de los Cielos (1439), del retablo de la iglesia de Santa María la Mayor de Albalate del Arzobispo (Teruel). Temple sobre tabla, 233 × 143 cm, Museo de Zaragoza. De estilo gótico internacional, representa a la Virgen con el Niño en el trono rodeada de ángeles músicos tañendo vihuela de mano, vihuela de arco, rabel, dulzainas o chirimías, arpa y órgano. El Niño Jesús sostiene un orbe rematado por un estandarte con la Cruz de San Jorge.

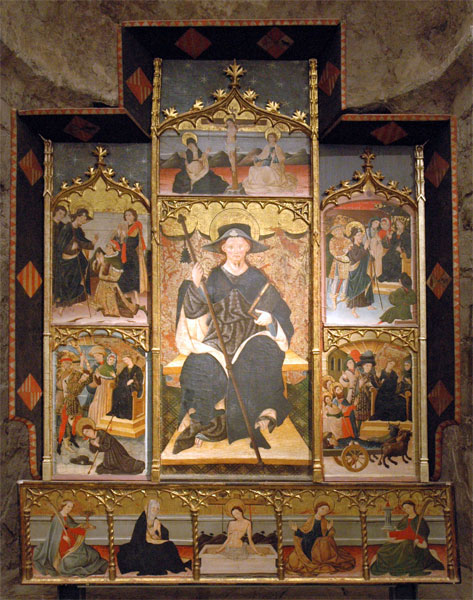
Retablo de Santiago para el Monasterio de San Pedro de Siresa.

Blasco de Grañén, identificado con el llamado Maestro de Lanaja, fue un pintor gótico activo en Aragón desde 1422, fallecido en Zaragoza en octubre de 1459.
Pintor con taller en Zaragoza, de reconocida fama, llegó a ser nombrado pintor del rey Juan II de Aragón. Tuvo como ayudante, entre otros, a Pedro García de Benavarre, con quien realizó en 1445 unos retablos para el monasterio de San Pedro de Siresa.

## Biografía y obra
Grañén fue seguidor de Juan de Leví. En 1435, realizó el retablo para la cofradía de Santa María de la Iluminación de Zaragoza. Dos años después ejecutó un retablo para el altar de Santiago para la iglesia de Santa María de Épila. Lleva la fecha de 1439 en su dedicatoria inscrita en una cartela al pie de la tabla la Virgen de Mosén Esperandeu de Santa Fe, tabla central de un retablo dedicado a la Virgen contratado por Grañén en 1438 con Luis de Santa Fe, hijo de mosén Esperendeu de Santa, Fe para su capilla familiar en el convento de San Francisco de Tarazona. Además de la central, guardada en el Museo Lázaro Galdiano, se conservan otras tres tablas procedente de él, propiedad del ayuntamiento de Tarazona, dos de ellas, originalmente parte de la predela, con el beso de Judas y Pilato lavándose las manos con la escena de la flagelación, y la tercera, que en s origen formó parte de una de las calles laterales, con las escenas de la Circuncisión de Jesús y Jesús entre los doctores de la ley. La tabla central, típica de la producción de Grañén, sigue una composición repetida, por ejemplo, en la tabla central del retablo de Albalate del Arzobispo, de la misma fecha, con la Virgen entronizada rodeada de ángeles músicos y a sus pies, arrodillado a su derecha, el retrato de mosén Esperandeu de Santa Fe, anteriormente Ezmel Azamel, comerciante judío, a cuya costa se realizaron 1406 las obras de reparación del hospital judío de Tarazona y que, tras su conversión al cristianismo y bautismo, adoptó el apellido Santa Fe y el escudo nobiliar que frente a él exhibe un ángel tenante.
Para la iglesia de San Salvador de Ejea de los Caballeros contrató en 1440 el retablo mayor que a su muerte dejó sin terminar, siendo concluido por su sobrino Martín de Soria, quien seguramente venía colaborando ya en él con su tío y procurador y en unión del también pintor Juan Ríus. Conservado in situ, no es fácil determinar la parte que corresponde a cada uno, fuera de las escenas del banco, dedicadas a la Pasión de Cristo, desde la Última cena al Camino del Calvario, que parecen obras enteramente de la mano de Grañén. Todavía en 1476 Soria cobró de los parroquianos de San Salvador la última cantidad adeudada por la finalización del retablo, pero el año 1454 inscrito en números romanos en la tabla de las Bodas de Caná induce a pensar que la obra se encontraba ya muy avanzada, también en el cuerpo del retablo, en el momento de la muerte de Grañén.
Un año más tarde, en 1455, el concejo de Ejea se vio obligado a pedir un préstamo al judío de Tauste Faym Baçó para hacer frente al elevado coste de la obra, (diez mil sueldos), que vendría justificado por el tamaño del retablo y porque en el precio convenido por Blasco de Grañén se incluía la cantidad de dos mil seiscientos sueldos que costaba la labor del trabajo en madera —imagen titular y mazonería— encomendado por el pintor a los tallistas Domingo y Mateo de Sariñena, que volverían a colaborar con él en el retablo de San Jaime para la iglesia parroquial de Épila. 
En un documento de cobro del retablo de Aguilón, realizado por Martín de Soria, diciéndose su nieto, se informa de la muerte de Grañén ocurrida el año 1459 en Zaragoza.
En el momento de su muerte, octubre de 1459, su viuda, doña Blanca de Tena, junto con don Pedro Oriz, clérigo y rector de la iglesia de Santa Cruz de Zaragoza, parroquia a la que pertenecía el matrimonio Grañén por razones de vecindad, como ejecutores de las últimas voluntades del artista, se hicieron responsables de dar terminación a lo que el pintor había dejado sin concluir, el retablo de Épila y el retablo de Ejea de los Caballeros entre otros trabajos. Se encargó de la finalización de las obras su sobrino, el pintor zaragozano Martín de Soria, documentado en Zaragoza desde 1449 hasta 1487. Los trabajos de mazonería continuarían a cargo de los hermanos Sariñena, quienes darían por cumplida su labor a comienzos del mes de abril del año 1464.

## Obra
- San Miguel Arcángel
- Retablo de la iglesia de Lanaja (Huesca)
- Retablo de la iglesia de Ontiñena (Huesca)
- Retablo del convento de San Francisco de Tarazona (Zaragoza)
- Retablo de la iglesia de San Salvador de Ejea de los Caballeros (concluido por su sobrino Martín de Soria)
- Retablo de la iglesia parroquial de Tosos (Zaragoza)
- Retablo de la iglesia de Santa María la Mayor de Albalate del Arzobispo (Teruel)
- Retablo del monasterio de San Pedro de Siresa (Valle de Hecho, Huesca)
- Retablo del monasterio de Santa María de Sigena (Los Monegros, Huesca)
- Retablo de San Blas, la Virgen de la Misericordia y Santo Tomás Becket de Anento (Zaragoza)